# Strie de Looser-Milkmann
Les stries de Looser-Milkmann, qui apparaissent sur les radiographies de certains patients victimes d'une mauvaise minéralisation du tissu osseux (ostéomalacie par exemple) sont des lignes claires, visibles sur la diaphyse (partie moyenne) des os longs, transversales (par rapport à l'axe de l'os et plus ou moins symétriquement disposées). Elles correspondent à des micro-déformations et à des fissures de l'os.
Les os où elles sont les plus visibles sont :
- la branche ischio-pubienne (partie inférieure du bassin, dont en particulier le col du fémur et le tibia)[1] ;
- le thorax (côtes et omoplates).

C'est un des signes qui — avec d'autres — est utilisé pour le diagnostic de certaines maladies, telles que :
- ostéomalacie[1]

À ne pas confondre avec le syndrome de Milkmann (groupe de symptômes associant des douleurs osseuses du squelette à une difficulté à effectuer certains mouvements, des membres inférieurs essentiellement.